# Atteva zebra
Atteva zebra is een vlinder uit de familie Attevidae. De wetenschappelijke naam van de soort werd in 1967 gepubliceerd door Duckworth.